# Parfym-pagoden (tempel)

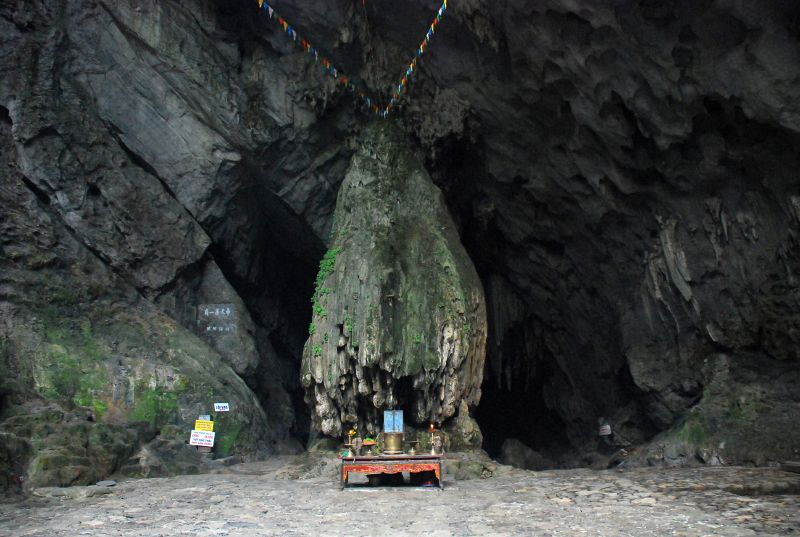
Grottan som är målet för pilgrimerna

Parfym-pagoden (vietnamesiska: Chùa Hương) är ett komplex med pagoder beläget 60 kilometer sydväst om Hanoi. Resan dit består av, förutom bilresa, en flera timmar lång båtresa och därefter en vandring upp för otaliga trappsteg. Platsen besöks främst av buddhistiska pilgrimer men den är även ett populärt utflyktsmål för turister.